# Liste der Kardinalskreierungen Lucius’ II.
Papst Lucius II. hat im Verlauf seines Pontifikates (1144–1145) in zwei Konsistorien die Kreierung von zehn Kardinälen vorgenommen.

## Konsistorien

### 19. Mai 1144
- Ubaldo Caccianemici, Augustiner-Chorherren, Kardinalnepot – Kardinalpriester von S. Croce in Gerusalemme, † nach 12. September 1170
- Giulio – Kardinalpriester von S. Marcello, dann (19. Dezember 1158) Kardinalbischof von Palestrina, † Oktober 1164
- Berardo – Kardinaldiakon, † um 1146

### 22. Dezember 1144
- Guarino, Augustiner-Chorherren – Kardinalbischof von Palestrina, † 6. Februar 1158
- Robert Pullen – Kardinalpriester von S. Martino, † September 1146
- Guido Puella, Augustiner-Chorherren – Kardinalpriester von S. Pudenziana, † nach 15. Juni 1157
- Villano Gaetani – Kardinalpriester von S. Stefano in Monte Celio; späterer (Mai 1146) Erzbischof von Pisa, † 1175
- Giacinto Bobone – Kardinaldiakon von S. Maria in Cosmedin, dann (März 1191) Papst Coelestin III., † 8. Januar 1198
- Jordan, O.Carth. – Kardinaldiakon, dann (21. Dezember 1145) Kardinalpriester von S. Susanna, † um 1154
- Cenzio – Kardinaldiakon der Heiligen Römischen Kirche, dann (1145) Kardinaldiakon von SS. Sergio e Bacco † nach 1146